# Gareila patruelis
Gareila patruelis là một loài tò vò trong họ Ichneumonidae.